# Herbert Y. Meltzer
Herbert Y. Meltzer (...) è uno psichiatra statunitense.
Professore di psichiatria e scienze comportamentali, farmacologia e fisiologia e direttore del programma di neurofarmacologia traslazionale presso la Northwestern University, è noto soprattutto per le sue ricerche sul trattamento della schizofrenia.  È autore di più di 1000 pubblicazioni.

## Formazione
Herbert ha conseguito la laurea triennale presso la Cornell University, il master in chimica presso l'Università di Harvard e il dottorato in medicina presso l'Università di Yale.

## Attività di ricerca
Meltzer ha scoperto l'efficacia della clozapina nel trattamento dei tentativi di suicidio da parte dei pazienti affetti da schizofrenia, ottenendo dala FDA l'approvazione dell'uso di questo farmaco contro i tentativi di suicidio. Ha anche scoperto che la clozapina può migliorare le capacità cognitive.
Ha svolto anche attività di ricerca sulla pimavanserina che colpisce il recettore della serotonina 5-HT2A ed è efficace nel trattamento delle psicosi nell'ambito della malattia di Parkinson.